# كليفتون باركر
كليفتون باركر (بالإنجليزية: Clifton Parker)‏ (و. 1905 – 1989 م) هو ملحن، ومؤلفو موسيقى تصويرية بريطاني، ولد في لندن، يستخدم آلات بيانو، توفي عن عمر يناهز 84 عاماً.

## وصلات خارجية
- كليفتون باركر على موقع IMDb (الإنجليزية)
- كليفتون باركر على موقع ميوزك برينز (الإنجليزية)
- كليفتون باركر على موقع قاعدة بيانات الفيلم (الإنجليزية)
- كليفتون باركر في قاعدة بيانات الأفلام على الإنترنت